# گیاه‌درمانی

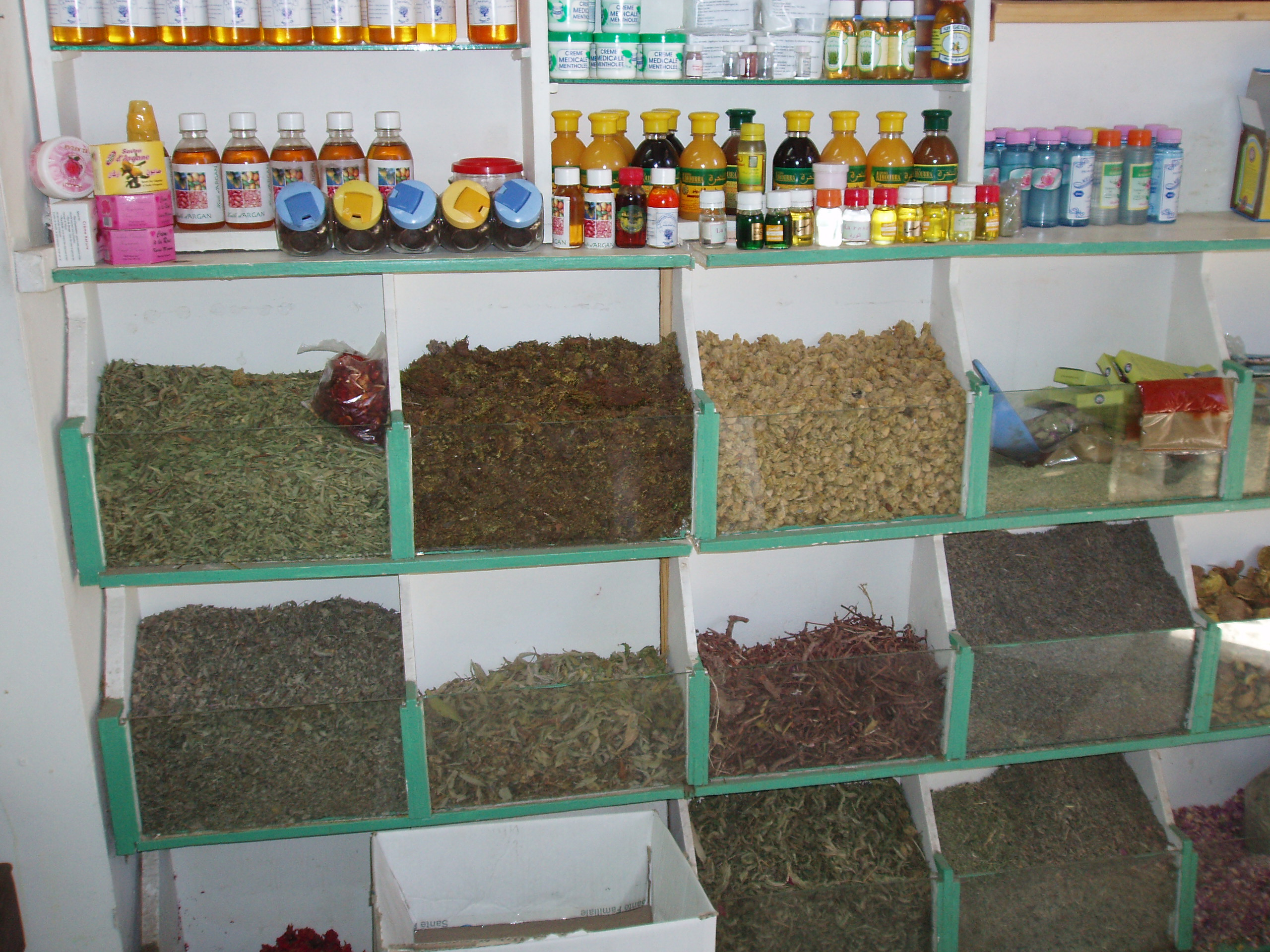
عکسی از یک عطاری.

گیاه درمانی و پزشکی سنتی دو مقوله متفاوت هستند، که گاهی با هم خلط شده و موجب ناداوری می‌گردند.

## گیاه درمانی
گیاه درمانی روشی است که در آن، بعد از معاینات پزشکی و تشخیص لازم، از عناصر گیاهی با توجه به مواد مؤثره و خواص آنها، جهت رفع علایم بیماری استفاده می‌شود. این روش همانند طب جدید به مبارزه با علائم بیماری پرداخته، و در جهت رفع آن‌ها می‌کوشد. از نظر این روش درمانی، ماده مؤثره گیاهان اعم از: آلکالوئیدها و … می‌توانند با رفع علائم بیماری، باعث برگشت صحت و سلامت به فرد بیمار شوند. در حقیقت گیاه درمانی نوعی دارو درمانی است که در آن بجای استفاده از داروهای سنتتیک شیمیایی از داروهایی با منشأ گیاهی استفاده می‌شود. مزاج‌شناسی و بحث از غلبه اخلاط در این روش جایگاهی ندارد. دیدگاه این روش نیز همچون طب جدید، دیدگاه اجزاءنگری است.

## طب سنتی
طب سنتی تنها روش درمانی است که در بر پایه مزاج‌شناسی استوار است. تغییر مزاج به گرمی، سردی، رطوبت یا یبوست و متعاقب آن غلبه یک یا چند خلط از اخلاط چهارگانه ـ یا برعکس ـ، به سبب تغذیه، روش زندگی، اقلیم، سنّ، شغل، رفتار و … باعث خروج مزاج فرد از اعتدال شده و علائم آن بروز می‌کند.
در طبّ سنتی از تمامی عناصر موجود در طبیعت اعمّ از: گیاهی، معدنی و حیوانی برای اعاده اعتدال مزاج استفاده می‌شود. همانطوری که می‌دانیم، معنی جامع کلمه طبّ در این روش ظهور و بروز دارد. شکسته بندی، جراحی، خونگیری، توصیه‌های بهداشتی (در مسافرت و سکونت)، آرایش و … تماماً مورد بحث قرار دارند.

## گیاهان در ایران
در ایران حدود ۸۰۰۰ گونه گیاهی موجود است که از این تعداد ۲۳۰۰ گونه جزء گیاهان معطر و دارویی هستند و از این تعداد ۴۵۰ گونه در عطاری‌های ایران به فروش می‌رسد.